# Lac Meziadin
Le lac Meziadin est un plan d'eau naturel canadien de Colombie-Britannique. Il se situe dans le centre-ouest du district régional de Kitimat-Stikine dans le bassin moyen du Nass. Il s'étend sur 36 km2.

## Toponymie
Le terme Meziadin provient de la langue des Nisga'as, premiers habitants de la région avec les Tsetsauts et les Gitanyows. Ils utilisent l'expression T'aam Mits'iiaadin pour désigner le lac : T'aam signifiant lac et Mits'iiaadin désignant une pêche à la senne pratiquée sur l'exutoire du lac depuis la rive. L'usage cartographique du terme est attesté depuis le début du XXe siècle.

## Situation
Le lac Meziadin se situe dans une zone reculée du centre-ouest de la Colombie-Britannique dans le district régional de Kitimat-Stikine. Sa rive droite est longée pour une part par la route provinciale britanno-colombienne, BC 37, qui relie Kitwanga à Dease Lake et au Yukon ainsi que pour une autre part par sa bifurcation à destination de Stewart : la BC 37A. Meziadin Junction à l'intersection des deux routes est la seule localité habitée à proximité des rives du lac.
Le lac est situé dans le bassin intérieur du Nass, une plaine grossièrement triangulaire et enserrée par les montagnes. À l'ouest le bassin est barré par la chaîne Côtière que perce le fleuve Nass, à l'est les monts de la Skeena ferment la cuvette. Au sud le bassin est bordé par la chaîne de Hazelton et s'ouvre largement sur la vallée de la Kispiox. Ce bassin comprend de nombreux lacs. Outre le lac Meziadin à l'ouest tributaire de la rivière Meziadin affluent du Nass, on compte deux grands lacs : au nord le lac Bowser et au sud-est le lac Swan tributaire de la Kispiox,.
Géologiquement, le lac occupe une cuvette sur le piémont oriental de la chaîne côtière dans un bassin recouvert de sédiments glaciaires quaternaires. Ces derniers recouvrent des terrains datant du Jurassique moyen à supérieur constitués de roches détritiques : grès, siltites (au grain plus fin que le grès) et rarement des conglomérats. Ils appartiennent à la formation de Muskaboo Creek du groupe du lac Bowser. À l'extrémité occidentale du lac, les terrains comprennent, des roches détritiques riches en quartz tels grès, siltites ou wacke mais aussi des argiles et des calcaires ainsi que des roches volcanoclastiques. Cette seconde formation appartient au groupe de Hazelton,.

## Hydrographie

### Bassin hydrographique
Le bassin hydrographique s'étend au nord-ouest du lac sur 642 km2. Il est drainé principalement par trois rivières. La Strohn draine l'est d'une vallée qui recoupe la chaîne Côtière et dont la portion est appartient au bassin du fleuve Bear. Ce dernier rejoint l'océan à Stewart. Son affluent de rive droite, la Surprise, s'écoule aussi dans la chaîne Côtière qui culmine localement au mont Pattullo à 2 685 m. Les rivières Hanna et Tintinna, affluents aussi de la rive droite du lac, drainent une portion du bassin intérieur du Nass. Le trop-plein du lac est évacué par la rivière Meziadin, non pas à l'extrémité sud du lac, mais 5 km au nord. La rivière rejoint le fleuve Nass après un parcours sinueux d'à peine 8 km, entrecoupé de rapides : les chutes Victoria,,.
Dès le début du XXe siècle, ces chutes sont considérées comme un obstacle à la remontée des Saumons vers leurs frayères. Une première échelle à poisson est construite en 1913. En 1965, une nouvelle échelle permet de contourner l'ensemble des chutes. Elle est assortie d'un seuil en béton infranchissable sur la premiere chute qui guide les poissons vers l'entrée de l'échelle.

### Morphologie
Le lac s'étend sur 36 km2 et comprend trois îlots. Il forme une langue allongée et sinueuse de près de 19 km pour une largeur qui oscille généralement entre 2 et 2,5 km. D'abord orientée vers le sud-est dans son tiers amont, à l'image de la vallée du Strohn et du haut Bear, cette langue adopte ensuite une orientation générale N-140°. La profondeur moyenne est de 57,1 m et la profondeur maximale de 133,8 m,,.

### Paramètres physico-chimiques
Les eaux du lac sont transparentes avec une influence glaciaire responsable d'un apport de limon en amont du lac, au nord, par la rivière Strohn et son affluent la Surprise. La zone photique est évaluée à 19 % du volume du lac. Du point de vue des apports en phosphore et en azote minérales, le lac est considéré comme oligotrophe. Les températures des eaux varient d'un minimum printanier de 5,5 °C, à 10 m de profondeur, à un maximum en fin d'été à 15,9 °C, en surface.

## Écologie

### Aires protégées
Le parc provincial du lac Meziadin (Meziadin Lake Park) existe depuis 1987 et couvre 335 ha en bordure du lac, au sud de Meziadin Junction. Le parc dispose d'un camping en bordure du lac.
L'aire protégée provinciale d'Hanna-Tintina (Hanna-Tintina Conservancy), créée en 2013, couvre 23 702 ha. Elle prolonge le parc provincial du lac Meziadin en bordure du lac et englobe vers le nord la plus grande partie des bassins versants des rivières Hanna et Tintina. Il est destiné à protéger les frayères des saumons en particulier le Saumon rouge (Oncorhynchus nerka). Ces frayères se situent dans les plaines inondables des deux rivières, en bordure du lac ; ces zones sont aussi des lieux de croissance et d'hivernage pour les alevins. Elles représentent 75 % des frayères du Saumon rouge sur le bassin versant du Nass. L'aire inclut aussi les flancs montagneux du chaînon Hanna à l'ouest (1 844 m) ainsi que ceux du mont Bell-Irving (1 570 m).
Toutefois depuis 2012, avec le réchauffement climatique, les zones de frai tendent à se déplacer vers les rivières glaciaires : la Strohn et son affluent la Surprise. Les bassins versants de ces rivières ne bénéficient pas de mesures de protections et comprennent de nombreuses concessions minières qui empêchent de telles mesures. En 2021, les chefs héréditaires gitanyows créent de leur propre initiative une extension de l'aire protégée, sans avoir réussi à obtenir l'accord des autorités provinciales. Cette aire : l'aire de protection indigène de Meziadin (Meziadin Indigenous Protected Area) couvre tout le bassin versant du lac Meziadin et de son exutoire soit 54 000 ha. Elle dispose d'un plan de gestion ,,.

### Flore et faune environnantes
Les abords du lac appartiennent à la zone biogéoclimatique britanno-colombienne de l'intérieur à Cèdre et Pruche notée : ICH (Interior Cedar-Hemlock Biogeoclimatique Zone), sous-zone très humide et froide notée : vc. Ils sont couverts d'une forêt à conifères composée de Pruches de l'ouest (Tsuga heterophylla) et de Sapins des Rocheuses (Abies lasiocarpa) accompagnée par l' Aulne de montagne (Alnus incana tenuifolia) et de Sitka (Alnus alnobetula sinuata) ainsi que des Salicacées principalement : le Peuplier baumier (Populus balsamifera), le Saules de Sitka (Salix sitchensis) ou encore le Saule brillant (Salix lucida). Dans les sous-bois se rencontrent : le Cornouiller du Canada (Cormus canadensis), des Myrtilles (Vaccinium membranaceum et Vaccinium ovalifolium), le Bois piquant (Oplapanax horridus), des Liliacées (Clintonia uniflora et Streptopus lanceolatus), des fougères : le Polypode du Chêne (Gymnocarpium dryopteris) et le Dryoptère dressé (Dryopteris expansa). Les mousses sont représentées par Pleurozium Schreberi, Ptilium crista-castrensis et Hylocomium splendens,,,.
Les zones humides en particulier celles correspondant aux plaines inondables des rivières Hanna et Tintina comptent outre l'Aulne des montagnes (A. incana tenuifolia) quelques espèces remarquables comme le Cornouiller soyeux (Cornus sericea), la Fougère femelle (Athyrium filix-femina), le Carex de Sitka (Carex aquatilis), le Carex limosa, des Sphaignes, Scheucheria palustris ou encore le Trèfle d'eau (Menyanthes trifoliata).
Entre 1 000 et 1 400 m d'altitude on entre dans la zone biogéoclimatique à Épinette d'Engelmann et Sapin des Rocheuses notée : ESSF (Engelmann Spruce and Subalpine Fir zone), sous-zone humide et très froide notée : wv. Le Sapin des Rocheuses domine largement. Au-delà de 1 400 m commencent les alpages,.
Les trois espèces de Mammifères emblématiques sont le Grizzli (Ursus arctos horribilis) qui profite de l'abondance des saumons lors de leur migration anadrome et l'Élan ou Orignal (Alces alces) qui vient hiverner sur ces bases terres ainsi que la Chèvre des montagnes Rocheuses (Oreamnos americanus) qui parcourt le chainon Hanna. De nombreux animaux à fourrure peuplent le parc. On rencontre des Mustélidés tels les Martres, Martes americana et Pekania pennanti ou le Carcajou (Gulo gulo), le Vison d'Amérique (Neovison vison) ; des Canidés tels le Renard (Vulpes vulpes), le Coyote (Canis latrans) ou le Loup (Canis lupus) ; un Félin, le Lynx (Lynx canadensis) ; des Rongeurs tels le Rat musqué (Ondatra zibethicus) et le Castor (Castor canadensis).

### Faune et flore du lac
Le macro-zooplancton est dominé par de petits crustacés : Cladocères, tels les Daphnies (Daphnia sp.) ou le genre Bosmina et des Copépodes tels les genres Cyclops et Diaptomus. Les espèces dominantes varient selon les années. Sur une année l'abondance de ces crustacés est maximale en été : juillet et août, avant de décliner à l'automne à partir de septembre.
Le plancton du lac sert de nourriture à de nombreux poissons. Les Salmonidés sont représentés par le Saumon rouge (Oncorhynchus nerka), le Saumon argenté (O. kisutch), le Saumon royal (O. tshawytscha), la Truite-arc-en-ciel (O. mykiss), la Truite fardée (O. clarkii) ainsi que l'Omble arctique (Salvelinus malma). On rencontre parfois le Saumon rose à bosse (Oncorhynchus gorbuscha) mais il ne semble pas se reproduire dans le bassin versant du lac Meziadin. Une partie des frayères du Saumon rouge se trouvent directement sur les rives du lac.